# عبد الله بن سعد بن أبي السرح
أبو يحيى عبد الله بن سعد بن أبي السَرْح القرشي (ولد سنة 23 قبل الهجرة مكة)، صحابي وقائد عسكري وهو أخو عثمان بن عفان من الرضاعة ووالي مصر في عهد خلافته وهو فاتح إفريقية وهزم الروم في معركة ذات الصواري وشارك في فتح مصر حيث كان صاحب الميمنة في جيش عمرو بن العاص، وكان فارس بني عامر بن لؤي المعدود فيهم وروى للنبي عدة أحاديث،  كما أنه أخ الصحابي وهب بن سعد الذي كان أحد شهداء غزوة مؤتة.

## نسبه
هو: عبد الله بن سعد بن أبي السرح بن الحارث بن حبيب بن جذيمة بن مالك بن حسل بن عامر بن لؤي بن غالب بن فهر بن مالك بن قريش، القرشي.[بحاجة لمصدر]
أُمه هي: مَهانة بنت جابر من قبيلة الأشاعرة.

## حياته

### إسلامه الأول
أسلم عبد الله بن أبي السرح أول مرة قبل صلح الحديبية وهاجر إلى المدينة المنورة وكان حسِن الإسلام وموضع ثقة النبي، وأناله النبي مهمة كتابة الوحي مع عدد من الصحابة الكتاب.

### ردته
قيل في أحد المرات أثناء كتابته للوحي أن النبي أملى عليه (السميع العليم) فكتبها عبد الله (العليم الحكيم) ولما فعل ذلك قال له النبي:«وهو كذلك أو كذلك الله - أي أن الله فعلاً السميع العليم وهو أيضاً العليم الحكيم -». ولم يفهم عبد الله أن النبي إنما قصد بكلامه الإقرار بأن السميع والعليم والحكيم من أسماء الله الحسنى وصفاته بل فهم أنه يقر بتغييره للقران الكريم، فأفتتن عبد الله بن سعد وقال: ما يدري محمد ما يقول، إني لأكتب له ما شئت هذا الذي كتبت يوحى إليّ كما يوحى إلى محمد، وترك المدينة المنورة هارباً سراً إلى مكة ليلاً، وعند وصوله إلى مكة أعلن عودته إلى الوثنية وقال لهم أنه استطاع تحريف القرآن.[بحاجة لمصدر]
وقد ضعف وأنكر كل علماء الإسلام هذه الرواية والرواية الأصح لردته هي أنه قد أزله الشيطان:[بحاجة لمصدر]
عَنِ ابْنِ عَبَّاسٍ قَالَ: كَانَ عَبْدُ اللَّهِ بْنُ سَعْدِ بْنِ أَبِى سَرْحٍ يَكْتُبُ لِرَسُولِ اللَّهِ صلى الله عليه وسلم فَأَزَلَّهُ الشَّيْطَانُ فَلَحِقَ بِالْكُفَّارِ فَأَمَرَ بِهِ رَسُولُ اللَّهِ صلى الله عليه وسلم أَنْ يُقْتَلَ يَوْمَ الْفَتْحِ فَاسْتَجَارَ لَهُ عُثْمَانُ بْنُ عَفَّانَ فَأَجَارَهُ رَسُولُ اللَّهِ صلى الله عليه وسلم.
رواه النسائي (4069) وأبو داود (4358) وحسَّنه الألباني في «صحيح النسائي».
فإرتد عن الإسلام وعاد للوثنية وهرب إلى مكة المكرمة وقيل أنه نزلت فيه وفي مسيلمة الكذاب والأسود العنسي هذه الآية:
«وَمَنْ أَظْلَمُ مِمَّنِ افْتَرَىٰ عَلَى اللَّهِ كَذِبًا أَوْ قَالَ أُوحِيَ إِلَيَّ وَلَمْ يُوحَ إِلَيْهِ شَيْءٌ وَمَن قَالَ سَأُنزِلُ مِثْلَ مَا أَنزَلَ اللَّهُ ۗ...(93)» سورة الأنعام
وقال الطبري: أن «وَمَنْ أَظْلَمُ مِمَّنِ افْتَرَىٰ عَلَى اللَّهِ كَذِبًا أَوْ قَالَ أُوحِيَ إِلَيَّ وَلَمْ يُوحَ إِلَيْهِ شَيْءٌ» نزلت في مسيلمة بن حبيب وعبد الله بن أبي السرح وَ «ومن قال سأنزل مثل ما أنزل الله» كان المقصود فيها هو عبد الله بن أبي السرح. والأصح أنها نزلت في مسيلمة وحده كما قال ابن كثير.

### فتح مكة وعفو النبي عنه
في السنة الثامنة للهجرة، كان فتح مكة، وكان هُناك أحد عشر شخصاً (ثمانية رجال وثلاث نساء) أمر النبي بقتلهِم ولو وجدوا مُتعلقين بأستار الكعبة، وكان عبد الله منهُم، ولم يُقتلوا جميعاً وإنما قُتل بعضهم وعفى عن بعضهم، وكان عبد الله بن أبي السرح ممن عُفي عنهم، وكان أخ عثمان بن عفان في الرضاعة، فأختبأ في منزله - أي منزل عُثمان - ولما وجده عُثمان قال له عبد الله، يا أخي إني والله أخترتُك فأحتسبني ها هنا وإذهب إلى مُحمد وكلمه في أمري، فإن محمداً إن رآني ضرب الذي فيه عيناي إن جُرمي أعظم الجُرم وقد جئت تائباً فقال له عُثمان بل تذهب معي، فلم يرع النبي إلا بـ عثمان أخذ بيد عبد الله بن سعد بن أبي السرح واقفين بين يديه فأقبل عُثمان على النبي فقال يا رسول الله إن أمه كانت تحملني وتمشيه وترضعني وتقطعه وكانت تلطفني وتتركه فهبه لي، وأكب عُثمان على رسول الله يُقبل رأسه وهو يقول يا رسول الله، تُبايعه، فداك أبي وأمي يا رسول الله فصمت النبي محمد طويلاً ثم قال: «نعم» فبايعه النبي محمد على الإسلام. وبعد رحيلهما التفت إلى أصحابه وقال ما منعكم أن يقوم أحدكم إلى هذا فيقتُله؟ فقال عباد بن بشر ألا أومأت إلي يا رسول الله؟ فـ والذي بعثك بالحق إني لأتبع طرفك من كل ناحية رجاء أن تشير إلى فـ أضرب عُنقه فقال الرسول صلى الله عليه وسلم:«إن النبي لا ينبغي أن تكون له خائنة الأعين».
وهكذا عاد عبد الله بن أبي السرح إلى مُجتمع الإسلام بعد توبته فكان لا يظهر وجهه للرسول ويفر منه وإذا قابله صدفةً يُسلم عليه ولا يضع عينه في عين الرسول خجلاً من فعله فقال عثمان بن عفان للنبي محمد: بأبي أنتَ وأمي، لو ترى أبن أبي السرح يفرُ منك كلما رآك فتبسَّم النبي محمد ثم قال: «أو لم أبايعه وأؤمنه؟» فقال: بلى، أَيْ رسول الله، ولكنه يتذكر عظيم جُرمه في الإسلام، فقال النبي: «الإسلام يَجُبُّ ما كان قبله». فرجع عُثمان إلى عبد الله بن سعد فأخبره، فكان يأتي فَيسلم على النبي صَلَّى الله عليه وسلم، مع الناس. وقد حسن إسلامه، ولم يَظهر منه ما ينكر عليه بعد ذلك، ولم يرتد مع المرتدين بعد وفاة النبي محمد ولم يشارك في فتنة مقتل عثمان بل أعتزلها وقال عنه الإمام الذهبي: «وهو أحد النجباء العقلاء الكُرماء من قريش» ولم يزد على ذلك.

### عبد الله مجاهداً وفاتحاً ووالياً
شارك عبد الله في الفتوح بعد انتقال النبي صلى الله عليه وسلم إلى جوار ربه، وولاه عمر بن الخطاب على الصعيد ثم ولاه عثمان بن عفان بزمن خلافته مصر في سنة 27هـ، وفي مدة ولايته فتح فتوحاً عظيمة في بلاد النوبة والسودان سنة 31 من الهجرة، وعقد عهداً بينه وبين ملك النوبة بأن يؤمَّن التجار ويحافَظ على المسجد الذي بناه المسلمون في دنقلة.
تولى بناء وقيادة الاسطول الإسلامي في معركة ذات الصواري. وانتصر على البيزنطيين وأغرق 900 سفينة من اسطول قسطنطين الثاني.
كما غزا إفريقية عدة مرات سنة سبع وعشرين و31 هـ و33 هـ حتى بلغ تونس.
قال الليث بن سعد: كان عبد الله بن سعد والياً لعمر على الصعيد، ثم ولاه عثمان مصر كلها، وكان محموداً. غزا إفريقية، فقتل جرجير صاحبها. وبلغ السهم للفارس ثلاثة آلاف دينار، وللرجل ألف دينار. ثم غزا ذات الصواري، فلقوا ألف مركب للروم، فقتلت الروم مقتلة لم يقتلوا مثلها قط. ثم غزوة الأساود، وقال إن عبد الله أسلم يوم الفتح ولم يتعد ولا فعل ما ينقم عليه بعدها وكان أحد عقلاء الرجال وأجوادهم.

## موته
بعد مقتل عثمان اعتزل عبد الله السياسة ونجا بنفسه من الفتنة، وخرج إلى عسقلان فظل فيها عابداً وذكر صلاح الدين الصفدي في كتابه الوافي في الوفيات أنه: حين مات عثمان دعا الله فقال: اللهم اجعل خاتمة عملي صلاة الفجر فتوضأ في ليلته وصلى وقرأ في الركعة الأولى أم القرآن (سورة الفاتحة) والعاديات وفي الثانية أم القرآن وسورة ثم سلم عن يمينه وذهب يسلم عن يساره فقبض ومات ودُفِن في عسقلان.
وذكر يزيد بن أبي حبيب: " لما احتضر ابن أبي السرح وهو في عسقلان، وكان خرج إليها فاراً من الفتنة، فجعل يقول من الليل: آصبحتم؟ فيقولون: لا. فلما كان عند الصبح، قال لمولاه: يا هشام ! إني لأجد برد الصبح فأنظر. ثم قال: اللهم أجعل خاتمة عملي الصبح، فتوضأ، ثم صلى، فقرأ في الأولى بأم القرآن والعاديات، وفي الآخرى بأم القرآن (سورة الفاتحة) وسورة وسلم عن يمينه، وذهب يُسلم عن يساره فمات ".
وكانت وفاته قبل اجتماع الناس على معاوية ولم يبايع علياً ولا معاوية. ووفاته سنة ست أو سبع وثلاثين للهجرة.
وهناك رواية أُخرى تذكر وفاة عبد الله ابن أبي السرح، ودفنه بقرية أوجلة في ليبيا.